# Pérola Byington
Pérola Ellis Byington (Santa Bárbara d’Oeste, 3 de diciembre de 1879-Nueva York, 6 de noviembre de 1963) fue una filántropa y activista social brasileña.

## Biografía
Pearl Ellis McIntyre nació en la hacienda Fazenda Barrocão, una colonia cerca de Santa Bárbara d'Oeste.
Su madre, Mary Elisabeth Ellis, llegó a Brasil con su familia a los nueve años de edad, para vivir en la casa de su abuelo, Henry Strong, que se había afincado en la región de Santa Bárbara d’Oeste.
Allí conoció a Robert Dickson McIntyre, con quien se casó en 1878.
Pearl ―que más tarde adoptaría el nombre de Pérola― tenía dos hermanas, Mary y Lillian.
A los catorce años de edad (1894), Pérola completó los preparatorios para la Escuela Normal, pero se le impidió ingresar porque la edad mínima exigida era de dieciséis años. Entonces recibió clases particulares, menos las de latín, que tomó en una escuela masculina, donde Pérola tenía que ocultarse tras un biombo para no atraer la atención del profesor y de los alumnos varones. En 1897, Pérola tomó los exámenes de ingreso para el curso anexo de la Academia de Derecho de Sao Paulo. No aprobó el examen de geografía ni fue bien recibida por los académicos, que no veían con buenos ojos la apertura del curso para el sexo femenino. En 1899, a los 19 años, Pérola terminó el curso normal. El 4 de julio de 1901 se casó con otro miembro de la colonia confederada en el estado de São Paulo, Alberto Byington Jackson, quien se convertiría en uno de los pioneros de la industria en Brasil, con quien tuvo dos hijos. En 1912 la pareja con sus dos hijos se mudaron a Estados Unidos.
Durante la Primera Guerra Mundial (1914-1918) fue responsable de una sección de la Cruz Roja. De vuelta a Brasil, siguió participando en tareas sociales y filantrópicas.
Invitada por un grupo de educadoras sanitarias, lideradas por María Antonietta de Castro, creó una campaña para combatir la mortalidad infantil, llamada Cruzada Pro-Infancia, que se inauguró el 12 de agosto de 1930 en su propia casa en avenida Paulista, donde permaneció hasta 1931, en que fue transferida a su primera sede en la calle Madalena. Se dedicó a dirigir esta obra durante 33 años.
También creó otros programas de apoyo a las personas menos afortunadas, sobre todo niños, lo que le valió varias condecoraciones y premios.
En su honor se creó en São Paulo ―y lleva su nombre― un hospital dedicado al cuidado de la mujer y un Núcleo de Profesionalización para jóvenes en situación de vulnerabilidad social. En su ciudad natal, la avenida donde tiene su sede la industria de tornos más grande del mundo fue bautizada Avenida Pérola Byington.
En el estado brasileño de Paraná existe el municipio Pérola como homenaje a Pérola Byington.
En 2005, la historiadora Maria Lúcia Mott (1948-2011), María Elisa Botelho Byington (nieta de Pérola) y Olga Sofía Alves escribieron la biografía O gesto que salva. Pérola Byington e a Cruzada Pró-Infância.